# Којанискаци
Којанискаци је амерички документарни филм из 1982. године режисера Годфрија Реџија. Композитор музике је Филип Глас а кинематограф Рон Фрик.